# Karim Bridji
Karim Bridji (ur. 16 sierpnia 1981 w Amsterdamie) – algierski piłkarz występujący na pozycji pomocnika.

## Kariera klubowa
Bridji jako junior grał w klubie DCG oraz Ajaksie. W 2000 roku trafił do belgijskiego Anderlechtu. Spędził tam sezon 2000/2001, jednak w tym czasie nie rozegrał żadnego spotkania w barwach klubu. W 2001 roku odszedł do innego pierwszoligowego zespołu – Eendrachtu Aalst. W pierwszej lidze belgijskiej zadebiutował 12 sierpnia 2001 w przegranym 0:5 meczu z Excelsiorem Mouscron. 8 września 2001 w wygranym 4:0 spotkaniu z KSK Beveren strzelił swojego pierwszego ligowego gola.
W 2002 roku Bridji wrócił do Holandii, gdzie został graczem drugoligowego Volendamu. W sezonie 2002/2003 awansował z klubem do Eredivisie. W rozgrywkach tych zadebiutował 19 września 2003 w przegranym 2:3 meczu z NEC Nijmegen. Pierwszą bramkę w Eredivisie zdobył 5 października 2002 w zremisowanym 2:2 pojedynku z FC Zwolle. W sezonie 2003/2004 zajął z zespołem 18. miejsce w lidze i spadłz nim do Eerste Divisie. W Volendamie spędził jeszcze jeden sezon.
W 2005 roku dołączył do innego drugoligowego zespołu – Helmond Sport. W sezonie 2005/2006 zagrał tam w 38 ligowych meczach i strzelił w nich 12 goli. W 2006 roku podpisał kontrakt z pierwszoligowym Heraclesem Almelo. Pierwszy ligowy mecz zaliczył tam 20 sierpnia 2006 przeciwko FC Twente (3:0). Zawodnikiem Heraclesa był do 2009 roku.
Następnie występował w RKC Waalwijk, Helmond Sport oraz Ajaksie Zaterdag (rezerwy Ajaksu). W 2015 roku zakończył karierę.
W Eredivisie rozegrał 64 spotkania i zdobył 6 bramek.

## Kariera reprezentacyjna
W reprezentacji Algierii Bridji wystąpił jeden raz, 28 lutego 2006 w zremisowanym 0:0 meczu z Burkina Faso.